# Лика Янко
Лика Янко е българска художничка, дъщеря на преселници от Албания.

## Биография
Лика Янко е родена в София на 19 март 1928 г. като Евангелия Грабова, баща ѝ Лазар Янков Грабова (родом от Грабова) е албански общественик и председател на Съюза на албанските културни дружества в България (Дъшира), а майка ѝ е родом от село Лънга, община Поградец. Учи във Френския колеж в София, и там за първи път се запознава с творчеството на художници като Сезан, Ван Гог, Гоген, които по-късно оказват влияние върху творчеството ѝ. През 1946 г. постъпва в Художествената академия със специалност живопис в класовете на проф. Дечко Узунов и проф. Илия Петров, но така и не се дипломира. Отказва да получи дипломата си, защото картината ѝ „Трактористи“ е оценена с тройка, защото не отразявала социалистическия реализъм и в нея имало много свежи цветове.
Първата ѝ самостоятелна изложба е през 1967 г. в София, но е разкритикувана от критиката и преждевременно прекратена. Лика Янко продължава да рисува, но не излага платната си до 1981 г., когато получава покана за изложба лично от Людмила Живкова. В средата на 1970-те нейните картини започват да се купуват от чужди посолства и получават високата оценка на европейските галеристи.
За целия си живот Янко прави едва 7 изложби, като умира (от пневмония) няколко дни след откриването на последната от тях – във варненската галерия „Кавалет“. Приживе подарява 82 платна на Софийската градска художествена галерия. Всъщност дарените картини са 80 на брой, но за две от тях („Натюрморт“ и „Пейзаж“) впоследствие през 2004 г., се разбира че са двустранни.
В картините ѝ преобладава белият цвят, защото според художничката това е цветът на бога. В тях тя често инкрустира мъниста, копчета, конопени въжета, гайки, стъкълца, камъчета.
През 1989 г. получава наградата „София“.
Умира от пневмония в Първа градска болница в София на 22 юни 2001 г.
- Паметна плоча на Лика Янко на входа на дома ѝ
- Домът ѝ на адрес бул. „Дондуков“ № 25, София

## Посмъртно признание
През декември 2008 г., по време на честването на 10-годишния си юбилей, галерия „Кавалет“ във Варна обявява учредяването на награда на името на Лика Янко. Отличието се връчва на две години на 11 май. Първият носител е Дора Кънчева.

## За нея
- Димитър Аврамов. Лика Янко, София: Център за изкуства „Сорос“, 2000, 76 стр.
- Кремена Зотова. В света на Лика Янко, София: Народна библиотека „Св. св. Кирил и Методий“, 2004